# Pluggskivling
Pluggskivling (Paxillus involutus) är en svampart i familjen Paxillaceae och ordningen Boletales.

## Beskrivning
Foten blir 3–6 cm hög, och svampen har en ockrabrun hatt med blekt gulaktigt, vid tryck mörknande kött och inrullad, filtluden kant.

## Habitat
Pluggskivlingen förekommer på jordvallar, i hagar och skogar, särskilt mossig björkskog.

## Giftighet
Pluggskivling har tidigare ansetts som matsvamp, men numera anses den vara giftig, då den kan framkalla så kallat Paxillus-syndrom, som innebär att ett antigen i svampen får immunsystemet att förstöra de röda blodkropparna, så kallad hemolys. Detta kan leda till respiratorisk svikt, njursvikt och disseminerad intravasal koagulation och död.
Eftersom det rör sig om en immunologisk reaktion ökar risken att bli sjuk för varje gång man äter svampen, då antalet antikroppar i kroppen ökar för varje gång man äter den. Den tyske mykologen Julius Schäffer dog i oktober 1944 efter att ha ätit pluggskivling tillsammans med sin fru. En timme efter måltiden började han kräkas och fick feber och diarré. Han togs in på sjukhus nästa dag och fick njursvikt. Han dog 17 dagar senare.
Pluggskivlingen innehåller även ett annat gift som vid otillräcklig tillagning orsakar svåra magsmärtor.